# Joaquín Menini
Pour les articles homonymes, voir Menini.
Joaquín Menini est un joueur argentin de hockey sur gazon né le 18 août 1991. Il a remporté avec l'équipe d'Argentine la médaille d'or du tournoi masculin aux Jeux olympiques d'été de 2016 à Rio de Janeiro.